# 泣き顔スマイル
「泣き顔スマイル」（なきがおすまいる）は、hinacoの1枚目のシングル。2010年6月2日発売。発売元はrhythm zone。

## 収録曲
1. 泣き顔スマイル
  - 作詞：hinaco／作曲・編曲：イワツボコーダイ
  - 日本テレビ系列テレビドラマ『Mother』主題歌
2. 満月キラリ 
  - 作詞：hinaco／作曲・編曲：イワツボコーダイ
3. 泣き顔スマイル（planetarium version） 
  - 作詞：hinaco／作曲・編曲：イワツボコーダイ